# أربجي
أربجي مدينة سودانية تقع على ضفاف النيل الأزرق، جنوب شرقي الحصاحيصا وجنوب رفاعة . تبعد عن ودمدني  قرابة اربعين كيلو  وعن العاصمة الخرطوم مائة خمس واربعون كيلومتر اقرب قرية منها هي ام دغينة وعمارة ابيد واللتان اوشكتا على الاقتران بأربجي التي  لا تزال تحتفظ باسمها مع تعدد الأسماء التي سميت بها، وهي تعتبر أول مدينة عربية تجارية إدارية في السودان إذ يرجع تاريخ إنشائها إلى سنة 880 هـ/1474 م.

## نبذة تاريخية
أنشأت دولة الفونج نتيجة لتحالف حدث بين العرب القواسمة بقيادة عبد الله جماع والفونج بقيادة عمارة دنقس، كانت معركة أربجي هي التي أدت إلى قيام الدولة، حيث كان العرب قد أسقطوا ملك النوبة في سوبا مسبقاً وحكموها، فإذا بجموع الفونج تأتيهم على ظهور المراكب من أعالي النيل لتصطدم بهم في أربجي وتلحق بهم الهزيمة التي يضطرون بعدها للدخول في صلح «غالب ومغلوب مع الفونج» الذين قبلوا بإقرار العبدلاب على ما بأيديهم من الأراضي مقابل الدخول في طاعتهم.
تقع المدينة على ضفة النيل الأزرق شمالاً وشرقاً، جنوب شرق الحصاحيصا وجنوب رفاعة على خط عرض 44 14 ـ وخط طول 32 33 ولا تزال تحتفظ باسمها مع تعدد الأسماء التي سميت بها وهي تعتبر أول مدينة عربية تجارية إدارية في السودان إذ يرجع تاريخ إنشائها إلى سنة 880هـ / 1474م، أي قبل إنشاء (قرّي) عاصمة العبدلاب و(سنّار) عاصمة الفونج بنحو ثلاثين عاماً.
موقعها الجغرافي ساعدها في أن تلعب دوراً خطيراً في تاريخ السودان، وميناء تجارياً بين ضفتي النيل وبين الشمال والجنوب وهي تقع في وسط السودان، وهي أول مدينة للعلم والحضارة الإسلامية في وسط السودان على عهد الفونج (الفترة المسيحية الوثنية)، واختارها الله مكاناً ليتم فيه ميلاد الدولة العربية المسلمة في السودان (السلطنة الزرقاء) على يد عمارة دنقس وعبد الله جماع، وقد قادت هذه المدينة عملية التحول الاجتماعي والتغيير السياسي في هدوء عن طريق العلم والعقل والقرآن الكريم وعن طريق الصلاح والسلوك والقدوة الحسنة والمثال، وأخيراً عن طريق حمل السلاح لحل المعضل وحسم القرار، فبميلاد أربجي ولدت دولة السودان العربية المسلمة (بها الآن حوالي خمسة مساجد وكثير من خلاوي تحفيظ القرآن وزوايا بجميع الأحياء)، ووصفها الرحالة (كروفورد) في فترة الفونج بأنها كانت مزدهرة وبها مبان جميلة، تاريخ تأسيس أربجي إستنتاجي لا يؤكد التاريخ الحقيقي لأن أربجي لم يؤسسها حاكم أو جيش فاتح أو يوضع لها حجر أساس رسمي مثل المدن الحديثة، وإنما أغلب الظن بأنها أُسِّسَت قبل هذا التاريخ بزمن طويل وظلت تنمو في هدوء القرية إلى أن صارت وبمرور الأيام مدينة مشهورة، وقد قيل بأنها اشتهرت قبل سنار بثلاثين سنة تقريباً فقد أسسها الشيخ حجازي بن معين وهو شيخ ومعلم وليس حاكماً، وثبت في أسفار التاريخ بأنها تأسست خلال الفترة الانتقالية التي تلت سقوط دولة علوة وسبقت قيام السلطنة الزرقاء، هذا وقد مثلت الحرب بين الفونج والعبدلاب (موقعة أربجي) بداية النهاية لدولة علوة المسيحية إلا أن التخريب العنيف لسوبا منحها دعاية تاريخية أكثر من أربجي.
وظلت أربجي مزدهرة حتى خربت في عهد الملك عدلان تاسع عشر ملوك الفونج، وقد كانت مدينة أربجي هي الحد الفاصل بين مملكة سنار ومشيخة قرّى فمن أربجي صاعداً جنوباً كان تابعا لملوك الفونج ومنها شمالا إلى الشلال السادس كان تابعاً لادارة مشيخة قرى تحت سيادة ملوك الفونج
وقد فسر البعض معنى كلمة أربجي بمجيء العرب وإذا صح التفسير مع وجود تلك الآثار حولها يعني ذلك أن أربجى كانت منطقة مأهولة قبل ذلك الزمن وانها كانت حاضرة ومزدهرة. أيضا ورد في تاريخ أربجي أنه قد وفد إليها الشيخ حجازي بن معين قادما من بغداد وأسس فيها مدارس للقرآن الكريم والعلوم فتوافد إليها عدد كبير من الناس وازدهرت أربجى واشتهرت بالعلم وفي تلك الفنرة سكن أربجي ما يسمونهم ((بالحضور)) وهم أصحاب تجارة وصناعة ولهم ثروات ضخمة والدليل على ذلك ما خلفوه وراءهم من قطع ذهبية يجدها الناس اليوم عند هطول الأمطار مع بعض المنقوشات والإكسسوارات التي ترجع إلى مملكة سنار ودولة النوبة القديمة.
وكما جاء في كتب التاريخ أن أول موقعة كانت بين النوبة المسيحية وتجمع الفونج والعرب كانت باربجي لذلك كانت محط أنظار العلماء وكانت عمارتها تضاهي كافة مدن مملكة سنار.

## شخصيات في تاريخ أربجي القديم
القاضى دشين
ولد دشين بمدينة أربجي وكان شافعي المذهب وهو أحد القضاة الأربعة الذين عيّنهم الشيخ عجيب بأمر الملك دكين وسُمّي قاضي العدالة لأنه فسخ نكاح الشيخ محمد الهميم لأنه زاد في عدد النساء الأربع وزيجات أخرى فأنكر عليه القاضي دشين ذلك (القاضي دشين المعروف بـقاضي العدالة، المشهور عنه وقوفه في وجه هرطقات حواريي الشيخ تاج الدين البهاري المسمى بـالهميم، الذي كان يجمع بين الأختين، ويزيد في الزوجات على الأربع، فقام القاضي دشين بفسخ أنكحته جميعاً.

## شخصيات في عهد المهدية
النائب عثمان ود احمد
حصل على النيابة في المهدية من الإمام المهدي، وهو الذي قام بغسل جثمان الإمام المهدي بناءً على وصيته، إبراهيم ود على ود دفع الله أمير ومستشار لخليفة المهدي، الحسين ود حمدون وكيل لجباية الزكاة والخراج في المهدية، الفكي حمد ود التويم  تعلم القرآن على يد الشيخ محمد الأمين وأسس خلوة،الطيب حمدون وكيل لجباية الزكاة والخراج، الشيخ أحمد الشيخ طه البكري  عالم ومؤسس لخلاوي القرآن في أربجي، الشريف القاسم الشيخ أحمد الكوقلي  أمير بالمهدية وشاعر مدح صوفي، الشيخ فرح ود أبيد من كبار رجالات أربجي، حاج أحمد ود عثمان  أسس خلوة للقرآن ومن كبار رجالات المساعيد، أحمد ود الحاج  من كبار رجالات البطاحين ومن مؤسسي عمارة البطاحين،اللباب ود الشيخ بابكر من فرسان وشيوخ المساعيد
من شيوخ أربجي: محمد حاج أحمد من المساعيد عثمان أحمد، الخير موسى، الطيب محجوب. وفي الجانب الشمالي نجد المشايخ: ود نعمان، محمد صالح أحمد، محمد احمد مصطفى أبو مكة، إبراهيم دفع الله، عثمان محمد صالح.

## التعليم
أُنشئت أول مدرسة عام 1946م (مدرسه عمارة الجعلين الأولية)، وقد بُنيت بالعون الذاتي وأول ناظر لها هو ياسين علي طه. بعدها قامت مدرسة البنات الأوليه 1948م. مدرسة البنين الأولية الثانية 1960م وأول ناظر لها الأستاذ محمد الشيخ وأشهر مديري مدارس أربجي بعده: علي أبو شوارب ـــ ود سلفاب/ قاسم إبراهيم ـــ القطينة/ حامد شمعون / طه الأمين أحمد الإمام/ الطريفي/ إبراهيم العمرابي / إبراهيم أحمد الطاهر / عباس جاويش من حلفا. يوسف محمد عبدالمطلب .
هناك شخصية مهمة على مستوى الوطن عامة واربجي خاصة وهو الراحل الاستاذ عبدالرحمن علي طه فما قدمه الراحل واسرته في اربجي في التعليم خاصة وفي المرافق الاخري عموما من تخطيط وتوصيل الكهرباء والمياه وخدمات اخرى لا تحصى تكتب بمداد من ذهب هذه نبذة مختصره مقتبسه من مقال عنه 
عبد الرحمن علي طه (1901- 1969) معلم و تربوي و سياسي سوداني راحل. عين أول وزير معارف سوداني 1948 إلى 1953  و اشتهر بمنصب نائب العميد في معهد بخت الرضا و بدوره في صياغة المناهج التعليمية السودانية قبل الاستقلال.
تم إنشاء مدرسة البنات الابتدائية الثانية في عام 1962م، ومدرسة عبد الرحمن علي طه المتوسطه 1967م، والتي اصبحي الان مدرسة ثانوية للبنين ، مدرسة أربجي الثانوية بنات 1989م، دار المؤمنات (خاصه بتعليم القرآن للنساء)، وخلاوي الشيخ أحمد البكري.
المسجد الكبير العتيق 
تم بناء المسجد العتيق في 1943م على يد لجنة من: العمدة عبد المجيد علي طه، عبد القادر الخضر، مصطفى أبو مكة، إبراهيم النائب عثمان -عبد الرحمن الشائب وحاج يوسف أحمد الحاج والشيخ محمد أحمد وأحمد البشير ومحمد صالح أحمد. 
بدء التخطيط لبناء مسجد كبير جديد سنة 1964 م وأخذ المبادرة الأستاذ عبد الرحمن علي طه ومعه لجنه من الشفيع محمد علي، عبد المجيد حسن التوم، الفكي يوسف، أحمد عثمان، طه حمد نور، محمد القرني هاشم، الطيب محجوب - إبراهيم دفع الله، أحمد محمد عبد المطلب (النجار) ، الفكي صديق، أحمد عوض الكريم عبد الرحمن علي، بشير عبد المجيد حسن التوم. تم افتتاح المسجد في الجمعة 1975/6/5م بإشراف المهندس عصام عبد الحليم علي طه الذي رسم لوحة عمرانية عبقرية.
الأئمة 
الفكي عثمان سعد ومحمد عبد الرازق وحمد أحمد ود البصير ومحمد عبد المطلب ومولانا محمد الحجازي والفكي يوسف عبد الله، الأستاذ محمد على الشفيع، الاستاذ يوسف محمد عبد المطلب، الأستاذ حسن أحمد عبد القادر، الأستاذ علي موسى شكيت، الأستاذ حسن محمد أحمد والآن الأستاذ ناصر إبراهيم طه محمد نور.
توجد حالياً عدة مساجد وهي: المسجد العتيق ومسجد فريق الشيخ، مسجد قرني، مسجد علي الأمير، مسجد الصحابة، مسجد أنصار السنة المحمدية ، مسجد المهتدين ، وأيضاً عدد من المصليات والخلاوي المنتشرة.